# ابن ناصر الدرعي
أبو عبد الله محمد بن محمد بن محمد بن الحسين بن ناصر، المشهور باسم ابن ناصر الدَّرعي، فقيه ولغوي وجامع كتب مغربي، وهو من الشخصيات الأكثر تأثيرا في مسار التصوف المغربي، حيث يعتبر مجدد الطريقة الشاذلية. يعود له الفضل في ترسيخ المكانة العلمية لزاوية تمجروت بعد توليه أمرها سنة 1052 ھ (1642 م).
اشتهر بتوسله المعروف بالدعاء الناصري الذي يسميه أهل فاس «سيف ابن ناصر»، وهي مشهورة عند جميع الطرق الصوفية بالمغرب الأقصى. وقد مدحه الحسن اليوسي في المنظومة الدالية «نيل الأماني في شرح التهاني». ويذكر المؤرخ أحمد بن خالد الناصري: 

## مسيرته
ولد يوم الجمعة في شهر رمضان عام 1011هـ /1602م بأغلان بواحة ترناتة بمنطقة زاكورة، نشأ ابن ناصر في كنف والده محمد بن أحمد الدرعي الذي لقنه دروس العلم الأولى، وانتقل إلى مسجد قصر تسركات على الضفة الغربية لوادي درعة بالواحة نفسها، وتلقى العلم على يد شيخ الجماعة علي بن يوسف الدرعي التمازيري، فلازم مجالسه العلمية حتى تخرج فقيها مشاركا في علوم العربية والتفسير والحديث والتصوف والكلام. وانتقل بعد ذلك إلى منطقة وادي دادس وأصبح إماما راتبا بقصر الجرفة إلا أنه عاد إلى بلدته فترتب إماما بمسجد أغلان وتصدر لتدريس العلم بزاوية أبيه.
لما توفي أحمد بن إبراهيم مقتولا في 11 جمادى الأولى سنة 1052 ھ (1642 م)، انتقل أمر الزاوية إلى محمد بن ناصر بوصية منه، فتزوج حفصة بنت عبد الله الأنصارية -زوجة أحمد بن إبراهيم سنة 1055هـ/1645م-، فولدت له أحمد بن محمد بن ناصر الملقب بالخليفة، صاحب الرحلة الناصرية الشهيرة. واشتهر محمد بن ناصر بجمع الكتب واقتنائها نسخا وشراءا، فنسخ بخط يده عدة كتب.
نشب خلاف بين الرشيد بن الشريف ومحمد بن ناصر الذي أصر على حفظ استقلاليته إزاء الدولة الجديدة، إلا أن الأمر سرعان ما تغير مع السلطان المولى إسماعيل الذي استقدم محمد بن ناصر الدرعي إلى مدينة مكناس سنة 1107 ھ (1696 م) بسبب ميل ابن ناصر إلى الأمير الثائر محمد العالم.

## وفاته
توفي يوم 16 صفر 1085هـ/1676م وهو ابن أربع وسبعين سنة، ودفن بضريحه المعروف بروضة الأشياخ.